# 20. Klavierkonzert (Mozart)

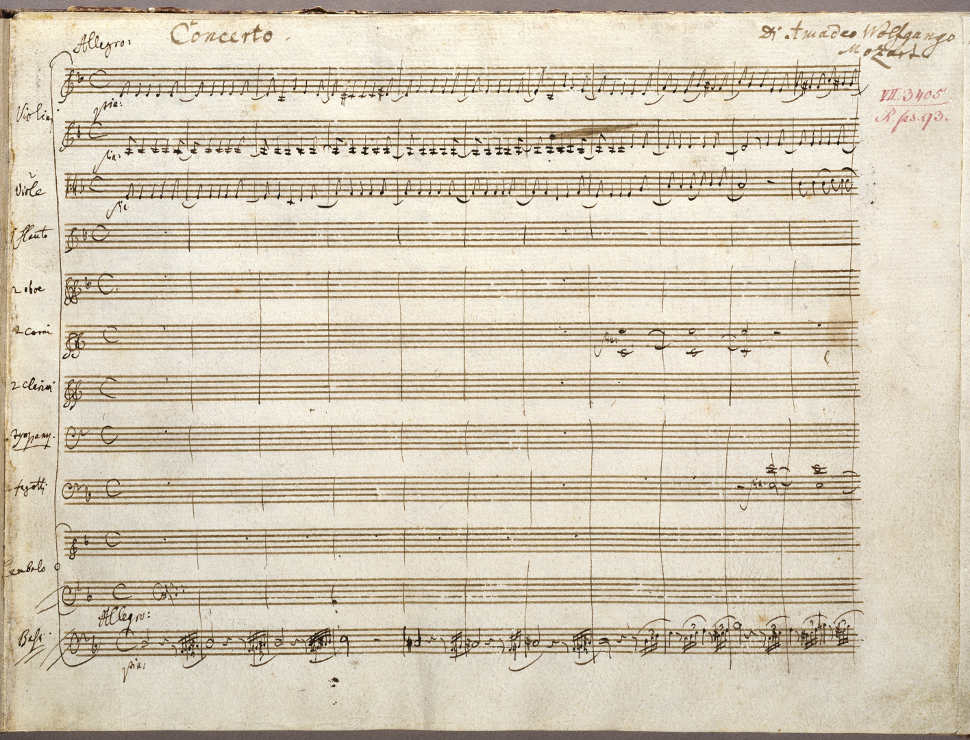
Erste Seite von Mozarts Autograph

Das 20. Klavierkonzert in d-Moll, KV 466 ist ein Klavierkonzert von Wolfgang Amadeus Mozart. Nach abweichender Zählung handelt es sich um das 14. Konzert.

## Entstehung
Das 20. Klavierkonzert entstand im Februar 1785 in Wien. Es gilt als erstes sogenanntes sinfonisches Konzert Mozarts.
Einen Tag nach der Fertigstellung wurde das Klavierkonzert am 11. Februar 1785 im Wiener Casino „Zur Mehlgrube“ uraufgeführt, wobei Mozart selbst den Solopart übernahm. Vater Leopold Mozart, der bei der Uraufführung anwesend war, äußerte sich in einem Brief an Mozarts Schwester lobend über das Konzert.

## Zur Musik

### Besetzung
Solo-Klavier, Flöte, 2 Oboen, 2 Fagotte, 2 Hörner, 2 Trompeten, Pauke, Streicher

### 1. Satz: Allegro

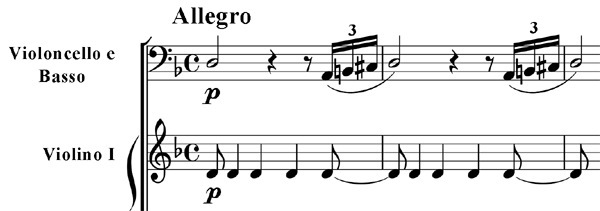

Die Exposition beginnt mit aufsteigenden Bässen zu den Synkopen der Streicher. Es lässt sich zunächst keine charakteristische Melodie erkennen, so wie es in der Klassik üblich war, sondern es entsteht durch die Synkopen und triolischen Auftakte der Streicher ein unruhiges Stimmungsbild. Stückweise kommen mit langen gehaltenen Tönen die Holzbläser dazu. In Takt 16 stimmt das Orchestertutti in die Melodie ein. 
Ein Seitenthema wird anschließend in den Holzbläsern in F-Dur vorgestellt. Die Soloexposition beginnt mit einem langen Entrée, bevor das Hauptthema in d-Moll erscheint. Das Soloklavier tritt ungewöhnlicherweise zuerst mit dem leicht veränderten Seitenthema in Erscheinung. Beide Themen erfahren immer wieder große Zusätze, die der Größe nach fast zu eigenen Themen werden. Die Durchführung beginnt mit dem ersten Motiv der Soloexposition und verläuft thematisch. Das erste Thema wird hierbei jedoch oft nur auf den triolischen Auftakt der tiefen Streicher reduziert. Eine kräftige Klavierwendung führt zur Reprise, in welcher die Themen durch das begleitende Klavier ausschmückend verändert werden. Ein längerer Nachsatz führt zur Solokadenz.
Zu diesem Klavierkonzert gibt es keine Originalkadenz von Mozart, deshalb wird üblicherweise jene von Beethoven gespielt. Das nachfolgende Schlussritornell nimmt Bezug auf das Ende des Melodramas Ariadne auf Naxos von Georg Anton Benda. Der Satz verklingt ungewöhnlicherweise in piano mit leise pochenden d-Moll-Akkorden. Die musikalische Konfliktlösung ist noch nicht erreicht und auf die nachfolgenden Sätze vertagt.

### 2. Satz: Romanze
Der zweite Satz bildet schon durch die Tonart B-Dur und durch die Ruhe, die er ausstrahlt, einen Gegensatz zum unruhigen ersten Satz. Der Satz ist in kleiner Rondoform geschrieben, was für Konzert-Mittelsätze zwar ungewöhnlich ist, bei Mozart aber hin und wieder vorkommt. Das Hauptthema wird vom Soloklavier vorgestellt und ist von einfacher, liedhafter Form. Das erste Couplet wird melodisch vom Klavier geführt und von wiegenden Streicherakkorden begleitet. Es gleicht dem Charakter des Refrainthemas und endet mit einer kleinen Codetta. Das zweite Couplet hingegen bringt einen dramatischen Höhepunkt und großen Gegensatz zum übrigen Satz. Es steht in g-moll, der Tonikaparallele zu B-Dur. Virtuose Sechzehntel-Arpeggien im Klavier antworten auf Forteakkorde des Orchesters. Über langsamere Triolen kehrt die Musik jedoch schnell wieder zum liedhaften Refrainthema zurück. In diesem Duktus endet die Romanze nach einer kurzen Coda.

### 3. Satz: Allegro assai
Der Finalsatz stellt einmal mehr eine Verbindung von Rondoform und Sonatensatzform dar. Die Dynamik des Satzes weist deutlich auf Ludwig van Beethoven. Das Soloklavier stellt das vorwärtsdrängende d-Moll-Thema vor, das bald vom Orchester übernommen und ausformuliert wird. Das Klavier bringt anschließend einen neuen Gedanken, der inhaltlich aber noch zum Refrainthema gehört und als komplementäres Hauptthema bezeichnet wird. Im ersten Couplet führen die Holzbläser einen schnellen liedhaften Dur-Gedanken ein, im wiederkehrenden Refrain steigern begleitende Hornakkorde die Dramatik. Es folgt entgegen der Regel kein zweites Couplet, sondern eine Durchführung, die Refrain und erstes Couplet ausgiebig verarbeitet. Hin und wieder übernehmen Dur-Elemente die Moll-Thematik und verleihen dem Geschehen lichte Momente. Es folgt eine kurze und virtuose Solokadenz. In der Coda setzt sich das Bläserthema aus dem ersten Couplet durch und führt den bewegten Satz zu einem strahlenden Ende in D-Dur.

## Stellenwert
Das 20. Klavierkonzert stellt in vieler Hinsicht einen Durchbruch dar. Es ist das erste Beispiel eines sinfonischen Klavierkonzertes. Spätestens im 19. Klavierkonzert hatte sich dies mit großen, eigenständigen Orchesterpassagen und zeitweiser Begleitfunktion des Soloklaviers angedeutet. Das 20. Konzert hat dahingehend ähnliche Bedeutung wie das 15. Klavierkonzert KV 450 für die Entwicklung der Orchesterexposition und der Rolle der Bläser.
Das Werk ist das erste von nur zwei Klavierkonzerten Mozarts in Moll: Im Folgejahr schrieb er das 24. Klavierkonzert KV 491 in c-Moll. Die Tonart d-Moll hat es gemeinsam mit Werken wie dem Requiem KV 626 sowie der Ouvertüre und dem Auftritt des Komturs aus Don Giovanni. Diese Tonart steht bei Mozart für größte Dramatik und Ausdruckskraft. Das Konzert erfreute sich größter Beliebtheit bei Ludwig van Beethoven, der das Werk häufig spielte und zwei Kadenzen für den ersten und letzten Satz schrieb. Auch Johannes Brahms schrieb später für den ersten Satz des Konzertes eine Kadenz.
Der Hauptsatz endet in einem Piano, was bei Mozart selten vorkommt und auf den ersten Blick nicht zum dramatischen Charakter des Werkes passt. Vielmehr steckt hierin eine großangelegte inhaltliche Verknüpfung der Sätze untereinander. Die Lösung der entfachten musikalischen Konflikte ist auf die weiteren Sätze des Konzertes verschoben. Dieses Vorgehen einer künstlerischen Gesamtkonzeption wird sich in den folgenden musikalischen Epochen bis zur Perfektion durchsetzen.
Mozart überwand spätestens mit diesem Konzert die Verpflichtung der Musik an Unterhaltungsideale und fand zur Freiheit des individuellen Künstlers. Damit gehört das Konzert KV 466 zu den Wegbereitern kommender musikalischer Epochen.